# Fentanyl
Fentanyl er et syntetisk smertestillende stof i opioid-gruppen med en hurtigt indsættende og kortvarig virkning. Fentanyl er omkring 100 gange mere potent end morfin. Det anvendes til behandling af stærke smerter, ofte til gennembrudssmerter, og til induktion af anæstesi. Fentanyl anvendes ofte i ambulancer, hvor det er velegnet på grund af den hurtige virkning og korte plasmahalveringstid.
I 2018 blev fentanyl brugt, da der i Nebraska blev henrettet en fange.

## Bivirkninger
Fentanyl kan give en del bivirkninger i form af fx kvalme og opkast, forstyrrelser i hjerterytme, hjertebanken, ændringer i blodtrykket, muskelsammentrækninger i strubemuskulaturen eller luftrørene. Ved forgiftning ses svag eller ophørt vejrtrækning. Ved overforbrug kan man risikere langvarige bivirkninger i form af hukommelsestab og nervelammelser.

## Misbrug
Fentanyl er 100 gange mere potent end morfin og 50 gange stærkere end heroin, og anses derfor som et meget farligt narkotikum. I Danmark er der indtruffet ti dødsfald forårsaget af fentanyl-lignende stoffer, men i Sverige og specielt i USA er misbrugssituationen meget værre. I Sverige er der på bare tre år, mellem april 2015 og marts 2018, sket 369 dødsfald forårsaget af fentanyl-lignende stoffer. I USA er fentanyl og fentanyllignende stoffer årsagen til langt størstedelen af ca. 70.000 årlige misbrugsdødsfald.

## Biokemi
Fentanyl reagerer hurtigt og kraftigt med my-opioid receptoren i hjernen.

### Fentanylanaloger
Fentanyl-analogers virkning er 75 – 10.000 gange stærkere end morfin.
- 2-fluorofentanyl (også kaldet ortho-fluorofentanyl)
- acryloylfentanyl
- methoxyacetylfentanyl
- cyclopropylfentanyl
- carfentanyl (carfentanil)
- furanylfentanyl

## Lægemiddelformer
Fentanyl findes i Danmark som depotplaster, næsespray, injektionsvæske, samt en række formuleringer til administration i mundhulen.
Følgende handelsnavne med fentanyl var markedsført i Danmark pr. december 2012:
- Abstral - Sublinguale resoribletter
- Actiq - Sugetabletter
- Breakyl - Bukkalfilm
- Durogesic - Depotplaster
- Haldid - Injektionsvæske
- Instanyl - Næsespray
- Lafene - Depotplaster
- Matrifen - Depotplaster